# 1776 في الرياضة

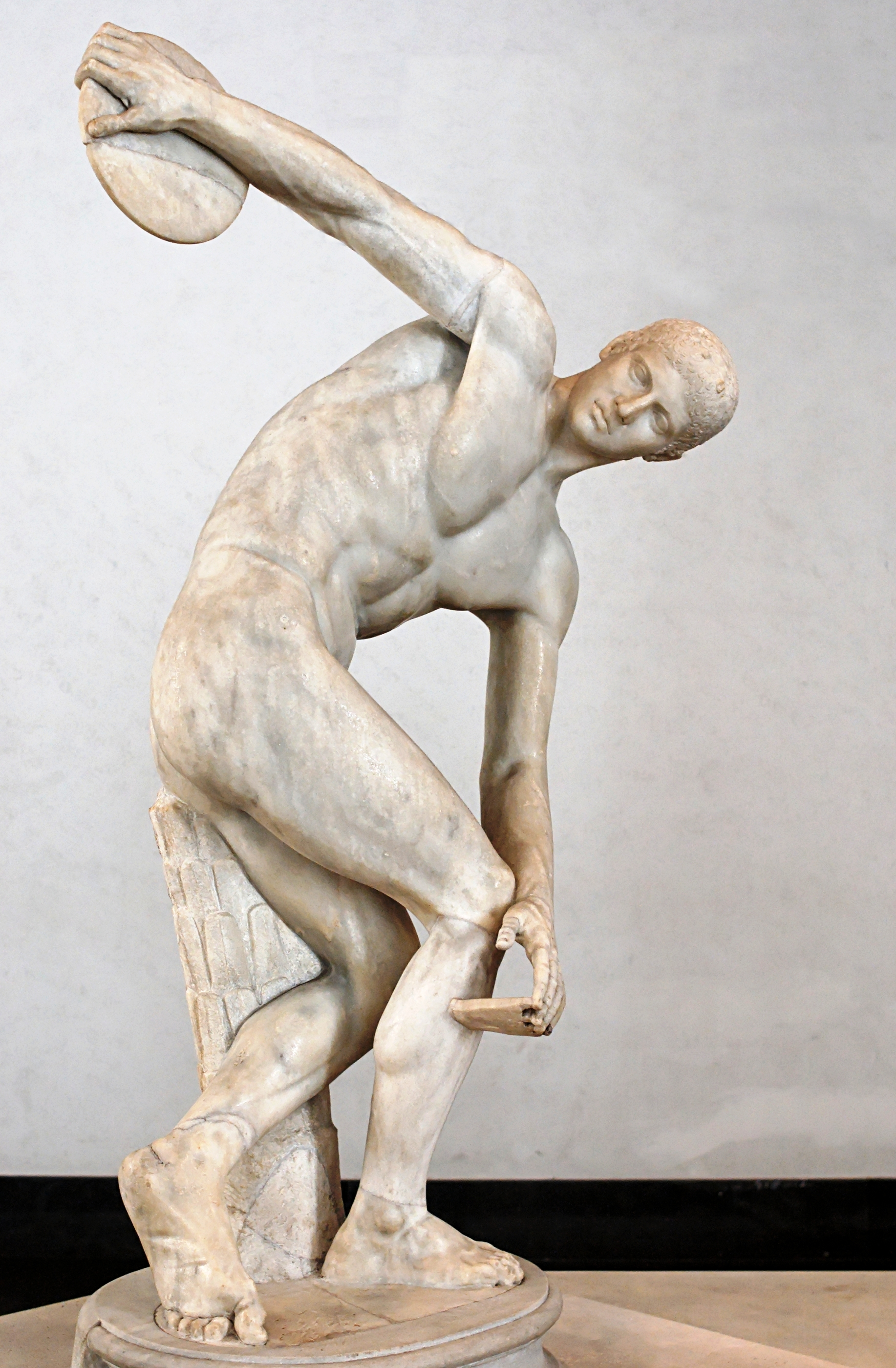

هذه المقالة تصف الأحداث الرياضية لسنة 1776.

## ملاكمة
أحداث
- هاري سيليرز يهزم بيتر كوركوران في مدينة ستينز ليفوز بلقب البطولة الإنجليزية. وقد دامت المنافسة لمدة 18 أو 32 جولة. وهناك احتمال بأن كوركوران قد استسلم.[1] وحافظ سيليرز على اللقب إلى سنة 1779.

## كريكت
أحداث
- بدأ اعتماد قوالب تسجيل النتائج الأولى. وقد كانت مطبوعة من قبل تي برات وأصبحت تستخدم عامة.

إنجلترا
- بطولة المقاطعة [2] - في هامسفاير [3] - فوز جون سمال 423.
- موست ويكيتس [3] – لامبي ستيفنز 27

## سباق الخيل
إنجلترا
- سباق سانت ليجر ستيكس يفوز فيها ألاباكوليا.